# Kira Kazantsev
Kira Kazantsev, född 20 juli 1991 i San Francisco, är en amerikansk skönhetsdrottning som vann Miss America 2015. Hon är den tredje raka Miss America från delstaten New York. Hon hade sång som talang i talangdelen av tävlingen och sjöng Pharrell Williams låt "Happy".